# 空とぶ家
『空とぶ家』（そらとぶいえ、英: The Flying House）は、イギリスの児童文学。著者はイギリスの挿絵画家・作家であるウォルター・ホッジス。1947年刊行。日本では1965年に、渡辺茂男の訳による日本語版が刊行された。
ホッジスの著書の中では、小学校低学年から中学年の子供たちのための作品として、大変な人気を博した作品である。日本語版の翻訳を担当した渡辺茂男は本書を、イギリス人らしい上品なユーモアと、『ふしぎの国のアリス』以来の豊かな空想力の伝統を受け継ぐ、楽しい傑作と評している。

## あらすじ
ニッキイとリンダの兄妹は、鉄道技師の父が国外に出張している間、父の知人のベンの家に預けられる。発明好きのベンは、妻デイジーが出かけた隙に、新発明のガス気球の実験を始める。しかし実験の失敗で、気球は家の中で膨らみ、家は3人を乗せたまま空へと飛び上がってしまう。
3人は家ごとの空の冒険をしつつ、意地悪な魔女に出くわしたり、ワシの王国に迷い込んだり、険しい山脈に衝突しそうになりながらも、幾度も危機を乗り越えてゆく。
やがて気球のガスが切れ、家はジャングルの中に不時着する。偶然にもそこは、ニッキイたちの父が鉄道を敷いていた村と判明する。父の手引きで一同は無事に帰国し、家も元の場所に戻る。
空とぶ家の名が世間に広まり、気球のガスは評判となり、ベンは一躍、裕福になる。ニッキイとリンダはその後も時折り、あの家へ遊びに来る。しかし家が空を飛ぶことは、二度となかった。

## 登場人物
ニッキイ
イギリスに住む少年。鉄道技師を父に持つ。10歳。
リンダ
ニッキイの妹。9歳。
ベン
ニッキイたちの親の知人。子供好きで朗らかな性格。大の発明好きの変わり者。
デイジー
ベンの妻。ベン同様に明るく子供好きだが、夫の発明を嫌っている。
マゴッティー・アニー
老いた魔女。カラスを連れ、ほうきに乗って空を飛ぶ。ニッキイたちに興味を持ち、意地悪な悪戯をしかける。
きかん車酋長（きかんしゃしゅうちょう）
ジャングルの原住民部族の酋長。ジャングル汽車ぽっぽを尊敬し、自分や家族に鉄道に因んだ名前を付けている。
ジャングル汽車ぽっぽ（ジャングルきしゃぽっぽ）
酋長の村に鉄道と文明をもたらした恩人。実はニッキイたちの父親。